# Fonte della Noce
Fonte della Noce è una fontana storica della città di Teramo in Abruzzo. 
Il sito che l'accoglie si trova in via Fonte della Noce, all'interno dell'area naturale del Parco fluviale del Vezzola a pochi passi dal centro cittadino.

## Storia

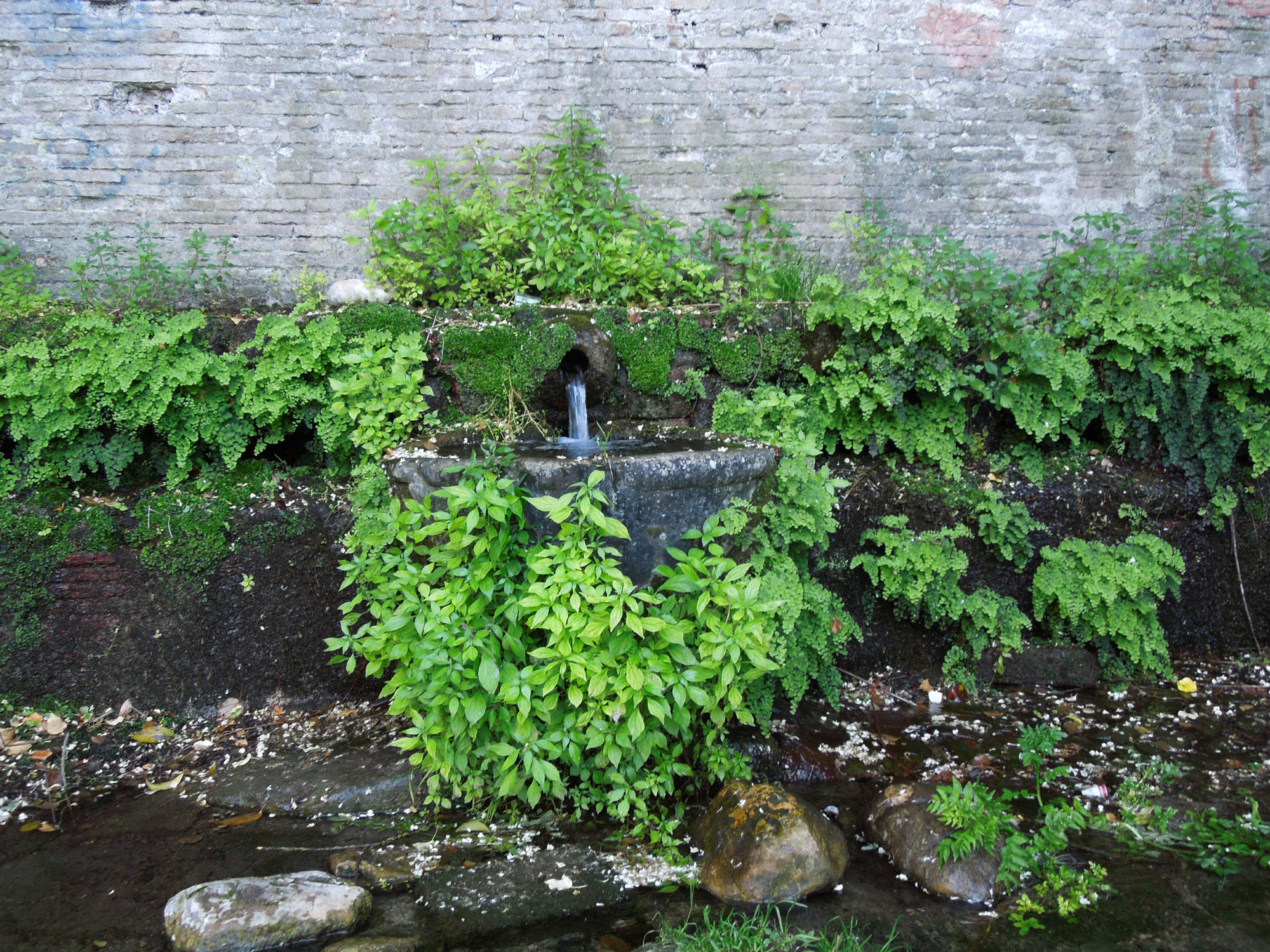
Catino circolare, posto sulla parete di fondo della fonte

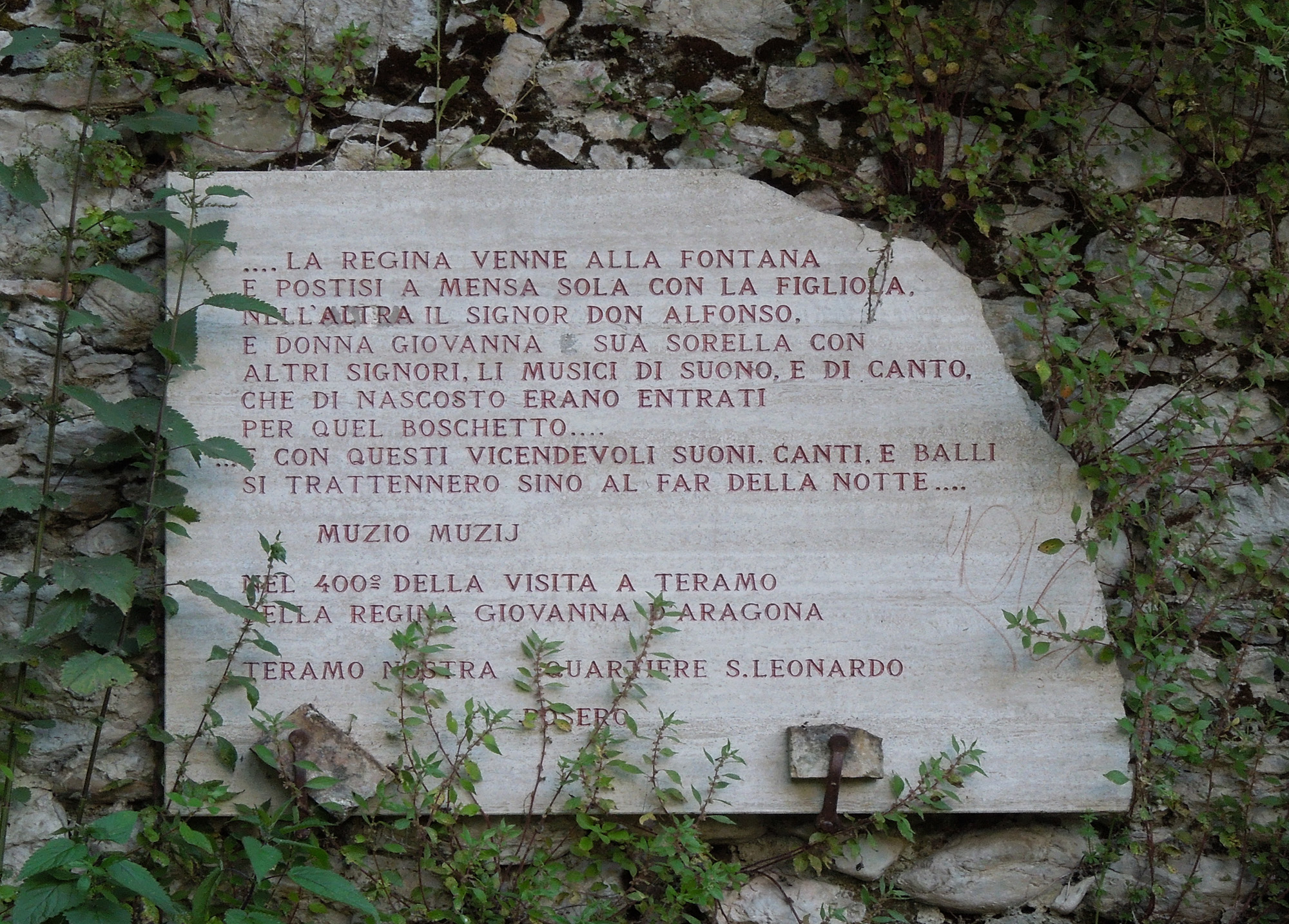
Iscrizione delle parole dello storico teramano Mutio dè Muzji

L'impianto della fontana è stato costruito in epoca medievale e destinato alla distribuzione dell'acqua potabile. Nel corso del tempo, fino agli anni Trenta del periodo interbellico, ha contribuito a soddisfare il fabbisogno idrico della zona nord della città, quando l'acqua corrente non era ancora stata condotta all'interno delle abitazioni. È stato utilizzato, inoltre, anche come lavatoio pubblico ed abbeveratoio.
La fonte prende la denominazione "della Noce" per la presenza delle innumerevoli piante di noce che vi sono nelle sue vicinanze che, con i loro arbusti e le loro chiome, ne caratterizzano l'ambiente circostante.
Si trova notizia di un'opera di restauro della fonte, per assicurarne la conservazione, negli Annali civili del Regno delle due Sicilie dell'anno 1835.

### La visita alla fonte di Giovanna d'Aragona
Il luogo è noto e ricordato anche nelle vicende storiche teramane poiché fu visitato dalla regina Giovanna di Trastámara, più nota come Giovanna d'Aragona, principessa della corona d'Aragona e regina consorte, poi vedova, del re Ferdinando I di Napoli. La sovrana, nel mese di giugno dell'anno 1514, trascorse cinque giorni nella città di Teramo per acquisirne il possesso.
Lo storico Mutio dè Muzji ha narrato, con dovizia di particolari, tutti gli accadimenti del soggiorno della regnante e della sua corte, tra i quali la visita alla Fonte della Noce.

Secondo quanto riportato dal Muzji, Giovanna d'Aragona rimase particolarmente colpita da queste acque, limpide e fresche, ed ordinò di allestire il banchetto di una cena, allietata da musici e danzatori, da consumare presso l'area della fontana.
«Si trattenne la Regina in questa Città per lo spatio di cinque giorni, dove hebbe grandissimo gusto, e soddisfazione, havendo visitate tutte le Chiese, e Reliquie, che in essa vi sono, et havendo anche per gusto voluto andare a vedere l'Acquaviva luoco di molto spasso in questa Città per li molti herbaggi, et acque limpide, che vi sono, che la regina, e tutti quei Signori, che l'accompagnavano si hebbero gran gusto, le fu anche dalla Città fatta una cena alla fonte della Noce che ricevé gusto mirabile».Mutio dè Muzji, Storia della città di Teramo, 1588
Lo storiografo Niccola Palma, riprendendo dalle parole del Mutji, ha tramandato anch'egli i particolari dell'allestimento per il banchetto voluto dalla regina d'Aragona nel secondo giorno della sua presenza a Teramo. Per accogliere il convivio della sovrana, i Signori del Reggimento composero intorno alla fonte due boschetti di piante e di rami intrecciati di pioppi che ombreggiassero e rendessero più dilettevole lo spazio. Un boschetto fu sistemato tra la fonte e le mura della città, mentre l'altro nell'area più a destra del perimetro. Nei due albereti, così ricostruiti, si nascosero i musici e 12 danzatori, vestiti «alla moresca», che con varie uscite intrattennero i commensali. Furono, inoltre, formate due fonti artificiali, una in cui scorreva copiosamente l'acqua e nella seconda del vino rosso. Giovanna d'Aragona ebbe una tavola separata, rispetto al resto dei cortigiani del suo seguito, in cui desinò con sua figlia. La reale comitiva rimase presso la fonte fino al calar della sera.
A ricordo di questo evento, una lapide che reca scolpite le parole della descrizione del Muzji, è stata posta in occasione del quattrocentesimo anno dalla visita della sovrana.

## Architettura
Fonte della Noce dispone le sue semplici ed essenziali linee architettoniche su un'ampia ed ariosa area rettangolare delimitata da tre alte pareti in muratura, erette con pietre e laterizi, disposte a " C ". Il quarto lato è perimetrato da un basso muretto dotato di apertura che ne consente l'accesso.
La sua struttura, costruita prevalentemente in pietra, è composta complessivamente da due abbeveratoi, un lavatoio e un bacino circolare ornato da una fascia baccellata che prende acqua da un semplice, piccolo rosone.